# فلورنت حنین
فلورنت حنین (انگلیسی: Florent Hanin؛ زادهٔ ۴ فوریهٔ ۱۹۹۰) بازیکن فوتبال اهل فرانسه است.
از باشگاه‌هایی که در آن بازی کرده‌است می‌توان به باشگاه فوتبال لیتشوئس، باشگاه فوتبال سنت گالن، باشگاه فوتبال پانتولیکوس، باشگاه فوتبال موریرنز، باشگاه فوتبال استرومسگودست، باشگاه ورزشی براگا، و باشگاه فوتبال لیرسه اشاره کرد.